# 何子祥
何子祥（?—?），福建云霄人，清朝政治人物、同進士出身。
乾隆十六年（1751年）辛未科進士，授平阳县知县加通判。